# Пари (фильм, 1974)
«Пари́» (груз. ნიძლავი) — советский короткометражный комедийный фильм, снятый в 1974 году на киностудии «Грузия-фильм». Первая новелла из цикла короткометражных фильмов Резо Габриадзе о весёлых приключениях трёх дорожных мастеров. Снят по заказу Гостелерадио СССР.
Выпускался на кассетах VHS изданием «Мастер Тэйп» в серии «Короткометражных фильмов Резо Габриадзе».

## Сюжет
Трое дорожных рабочих — Бесо, Авесалом и Гигла — расположились на привале в ожидании краски для нанесения дорожной разметки. Пока Бесо (водитель машины) прилёг отдохнуть, его коллеги нашли на обочине кусок рельса длиной 2 метра и, решив, что он бесхозный, поспорили друг с другом о том, сможет ли Бесо поднять его (вес рельса — около 100 килограммов на погонный метр) и донести до города (около 7 километров), по жаре и без остановки. Во время пути до города вокруг Бесо собираются люди и идут вместе с ним, поддерживая его. Несмотря на жару и тяжесть, Бесо всё же удаётся донести рельс до города, однако встретившийся им милиционер, посчитав, что это не бесхозный рельс (около моста, где найден рельс, будет строиться пост ГАИ), приказывает срочно отнести его туда, откуда принесли. В итоге все трое вынуждены нести рельс обратно.

## В ролях
| Актёр                 | Роль                           |
| --------------------- | ------------------------------ |
| Кахи Кавсадзе         | Бесо (Виссарион) главный герой |
| Баадур Цуладзе        | Гигла главный герой            |
| Гиви Берикашвили      | Авесалом главный герой         |
| Вано Джавахишвили     | эпизод                         |
| Зураб Лаперадзе       | милиционер                     |
| Нино Эристави         | старушка с корзинкой яиц       |
| Александр Куприашвили | эпизод                         |
| Дато Кутателадзе      |                                |
| Нодар Сохадзе         | мужчина с чемоданом            |

## Съёмочная группа
- Автор сценария: Резо Габриадзе
- Режиссёр: Рамаз Шарабидзе
- Оператор: Абесалом Майсурадзе
- Художник: Христеси Лебанидзе
- Монтажёр: О. Геворкян
- Гримёр: Г. Барнабишвили
- Директор картины: Шота Лаперадзе
- Композитор: Джансуг Кахидзе
- Звукооператор:  Тенгиз Нанобашвили